# Haemomaster venezuelae
Haemomaster venezuelae (Гемомастер венесуельський) — єдиний вид роду Haemomaster з підродини Stegophilinae родини Trichomycteridae ряду сомоподібні. наукова назва походить від грецького слова haima, тобто «кров», та master — «хтось щось вистежує».

## Опис
Загальна довжина сягає 6,6 см голова маленька, сплощена зверху. Очі великі, опуклі. Є 2 пари майже непомітних вусів. Рот широкий. Тулуб подовжений, стрункий. Спинний плавець маленький, округлий, розташовано у задній частині тулуба. Жировий плавець маленький, наприкінці хвостового стебла. Грудні та черевні плавці вкрай малі. Анальний плавець помірно витягнутий. Хвостовий плавець звужений, короткий.
Забарвлення світло-піщаного, хвостове стебло вкрито дрібними темними цятками. Очі чорного кольору. Черево сірувате.

## Спосіб життя
Є демерсальною рибою. Воліє до прісної води. Зустрічається в дрібних річках. Веде паразитичний спосіб життя. Цей сом активний у присмерку. Живиться кров'ю риб.

## Розповсюдження
Мешкає у басейнах річках Амазонка й Оріноко.